# Идай (циклон)
Циклон Идай — самый смертоносный тропический циклон среди циклонов в юго-западной части Индийского океана и второй в Южном полушарии, существовавший с 4 по 21 марта 2019 года, затронувший государства Мозамбик, Мадагаскар, Зимбабве и Малави. Циклон вызвал сильные наводнения в затронутых территориях, приведшие к жертвам.

## Метеорологическая история

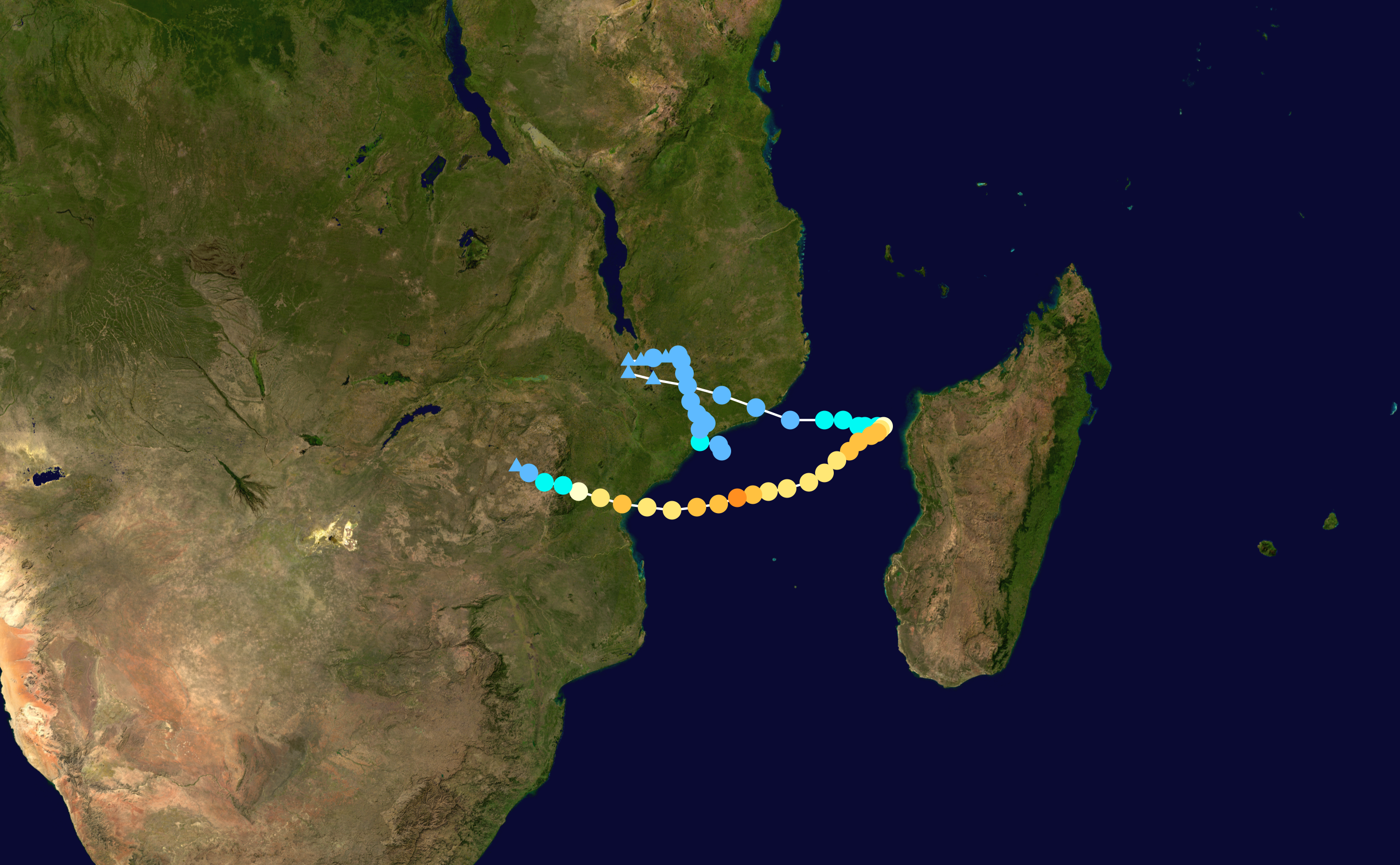
Траектория циклона Идай

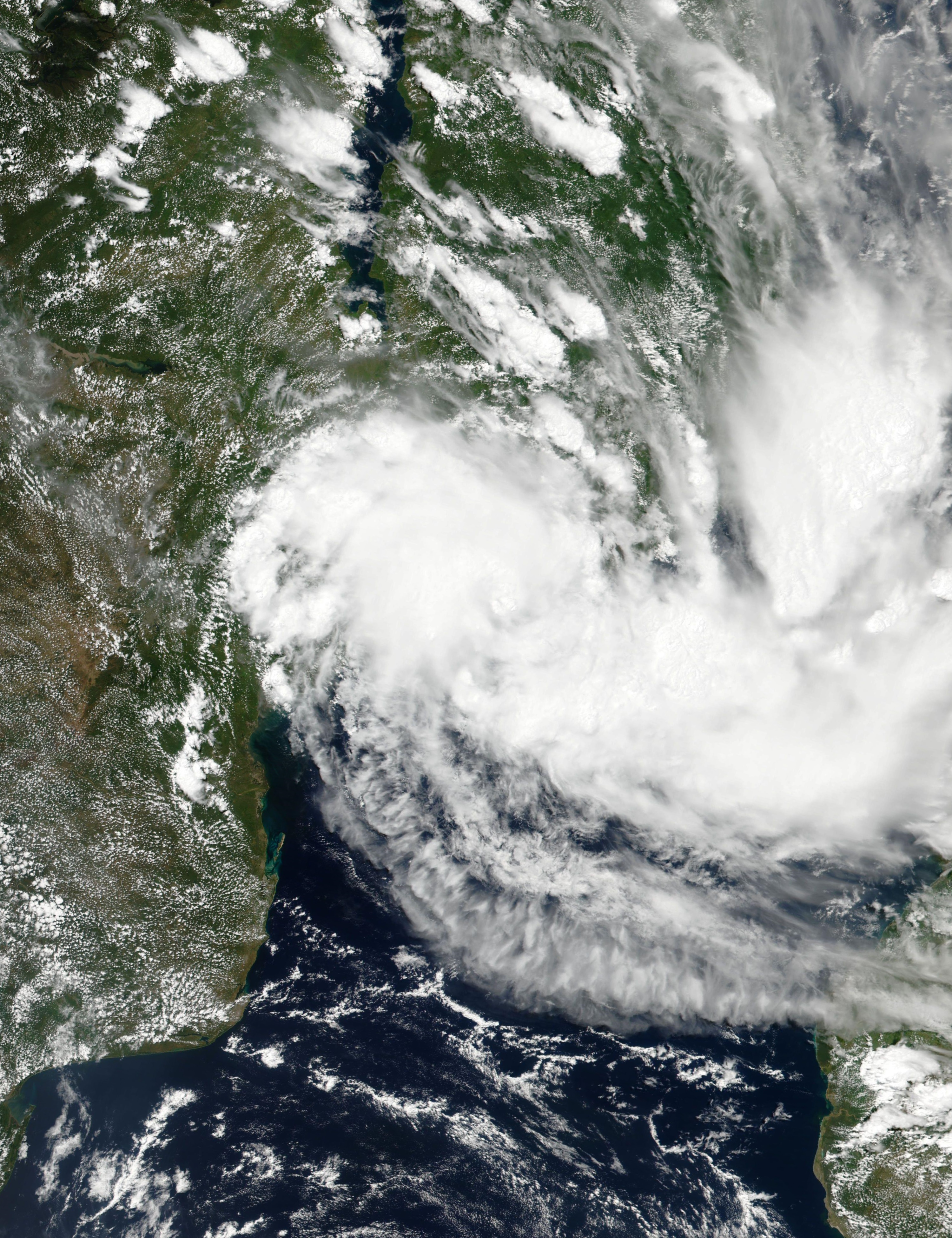
Тропическая депрессия 11 двигается к берегу Мозамбика. 4 марта

4 марта циклон сформировался в Мозамбикском проливе к востоку от побережья Мозамбика, став тропической депрессией с номером 11 (потому что в сезоне по счёту такой). В этот же день затем, медленно передвигаясь на запад, депрессия 11 обрушилась на Мозамбик. После достижения суши он двинулся на север в Малави. Через несколько дней депрессия 11 сделала петлю против часовой стрелки у границ Малави и Мозамбика, прежде, чем она вернётся в Мозамбикский канал. Слабые сдвиги ветров и тёплая вода (выше 30 °C) благоприятствовали развитию штормовой системы и 9 марта, вновь вернувшись на восток в Мозамбикский пролив, усилилась до тропического шторма.
10 марта он ещё усилился — до тропического циклона, и ему было присвоено имя Идай после того, как начала усиливаться конвекция Усиление субтропического гребня к югу-западу и ослабление внутритропической зоны конвергенции к северу привели к замедлению поступательного движения циклона. 11 марта, около полудня Идай достиг пиковой интенсивности — перерос в 3-ю категорию ураганов по шкале Саффира — Симпсона, а скорость ветра устойчиво (то есть, от 10 минут и более) достигала 175 км/ч. и 195 км/ч в течение минуты, что соответствует 3-й категории урагана. Вскоре после этого из-за постепенного формирования глаза бури Идай начал ослабевать и появлялась область более сухого воздуха,. а сам циклон начал смещаться на юго-запад под воздействием субтропического горного хребта (конской широты), направленного на север. 12 марта Идай ослабел до 2-й категории с устойчивыми ветрами в 130 км/ч и уже был слабо выражен глаз. На следующий день интенсивность циклона мало поменялась, однако он направился на запад. 13 марта в 6 часов вечера глаз уже становился большим и такие циклоны считаются кольцеобразными
14 марта в полночь Идай снова достиг пиковой интенсивности и устойчивые ветра достигали 195 км/ч и давление в центре упало до 940 гПа В течение минуты скорость ветра достигали 205 км/ч Позже, Идай при приближении к побережью Мозамбика начал терять свою силу вследствие более холодной прибрежной воды.
В полночь 15 марта Идай вновь обрушился на побережье Мозамбика, около города Бейра, устойчивые ветры достигали 165 км/ч.
После этого циклон начал ещё быстрее терять свою силу, и 16 марта он превратился в остатки шторма (скорость ветра не превышала 34 узлов). 17 марта Идай повернулся на восток. и 19 числа он во второй раз за его жизнь вышел в Мозамбикский пролив, а из-за неблагоприятных условий начал быстро слабеть и 21 числа окончательно распался над ним.

## Ущерб
По меньшей мере циклон погубил 1297 человек, 602 (66 в 1-м обрушении циклона и как минимум 536 во 2-м) из которых в Мозамбике, 634 — в Зимбабве, 60 — в Малави и 1 — на Мадагаскаре, затронул жизни 3 миллионов людей, сотни тысяч нуждались в помощи, а экономический ущерб в этих регионах в сумме превышает 2 миллиарда долларов США (цены на 2019).